# Metal Gear Rising: Revengeance
Metal Gear Rising: Revengeance (яп. メタルギア ライジング リベンジェンス, Метару Ґіа Райзінґу Рівендженсу) — відеогра 2013 року, жанру hack and slash бойовик, розроблена студіями PlatinumGames та Kojima Productions і випущена компанією Konami Digital Entertaiment, для PlayStation 3, Xbox 360 і Microsoft Windows. Є спінофом серії Metal Gear. Події відбувається через 4 роки після Metal Gear Solid 4: Guns of the Patriots, гравець керує Райденом — кіборгом, який протистоїть приватній військовій компанії Desperado Enforcement. Ігровий процес фокусується на битвах з ворогами використовуючи меч та інше озброєння для здійснення комбо та контратак. Райден може за допомогою «Blade Mode» розрізати кіборгів в уповільненому русі та діставати спеціальні частини з їх тіл. Стелс, властивий серії тут є, але опціональний.
Спочатку гра розроблялася компанією Kojima Productions, яка анонсувала гру у 2009 році під назвою Metal Gear Solid: Rising. Однак команда натрапила на труднощі при розробці гри, заснованої на фехтуванні, тому виконавчий продюсер Хідео Кодзіма відклав її розробку. Проєкт відновився наприкінці 2011 року під остаточною назвою, а новим розробником стала PlatinumGames. Гра зазнала значних змін в ігровій механіці та сюжетній лінії через нову компанію, хоча Kojima Productions залишалася відповідальною за основний сюжет гри та дизайном Райдена.
Після виходу в лютому 2013 року, Metal Gear Rising: Revengeance була добре сприйнята критиками, її високо оцінили за її складну систему різання, саундтрек, битви з босами й використання елементів Metal Gear для доповнення історії, попри те, що гра зосереджена на екшені. Деяка критика була спрямована на управління камерою та коротким сюжетним режимом. Гра також зазнала комерційного успіху: версії для PS3 і Steam було продано понад 1.2 мільйона копій. Хоча ті, хто брав участь у створенні гри, висловили бажання розробити продовження, такі перспективи не реалізувалися через наступний конфлікт між Konami та Kojima Productions.

## Ігровий процес

Райден атакує ворога в режимі «Blade Mode». Верхні ліві смужки вказують на стан здоров'я Райдена та час, скільки залишилось в такому режимі. Середній правий лічильник підраховує кількість ударів.

Гравець керує Райденом, кіборгом із катаною. Спочатку за нього можна грати у формі «Стандартного тіла», яке нагадує тіло Райдена в Metal Gear Solid 4, але з більш природним виглядом обличчя. Гравець може змінювати зовнішній вигляд Райдена за допомогою альтернативних скінів. На відміну від попередніх ігор із серії Metal Gear, де гравці намагаються не попастися ворогам, Rising орієнтована на екшен, де акцент йде на битвах мечами й складній системі різання для боротьби та перемоги над ворогами. Хоча основною зброєю Райдена є його високочастотний клинок, він не обмежується лише ним, оскільки він може використовувати інші змінні клинки, додаткові засоби чи допоміжну зброю. Райден може володіти двома видами ракетних установок, чотирма видами гранат, легендарною картонною коробкою, бочкою для масла та 3D-фоторамкою. В іншому випадку додаткову зброю можна отримати лише після перемоги над босами та через секретні досягнення.
Система різання в грі дозволяє гравцям брати участь у ближньому бою, а також точно різати ворогів та об'єкти як завгодно уздовж геометричної площини за допомогою «вільного нарізання». Практично будь-який об'єкт у грі можна розрізати, включно з транспортними засобами та ворогами, хоча елементи навколишнього середовища навмисно обмежили такими конструкціями, як стовпи та стіни, щоб оптимізувати гру. Увійшовши в режим у «Blade Mode», створюється спеціальна прозора блакитна лінія, яку можна обертати та переміщувати, проводячи помаранчеві лінії на поверхнях об'єктів, щоб точно порізати; його також можна використовувати для входу в стан Bullet time, даючи гравцям можливість точно різати цілі в моменти дії, наприклад, розсікати падну ціль під різними кутами, перш ніж вона вдариться об землю. Ці функції можна використовувати стратегічно, наприклад, виводити з ладу супротивників, знаходити слабкі місця та прогалини в броні, розривати опорні колони, щоб завалити стелі чи стіни на ворогів, відбивати ворожий вогонь або прорізати об'єкти, щоб усунути вороже прикриття. Проте вхід у режим клинка зменшує енергію Райдена до такого рівня, що її неможливо використати. Протягом історії гравець отримує доступ до «Ripper Mode», стан, який підсилює силу Райдена на обмежений час, полегшуючи використання режиму клинка.
Райден може відбивати атаки навіть, якщо він повернутий спиною до них, що дозволяє контратакувати та виконувати різноманітні комбо. Гравець також може використовувати «Біг ніндзя», який потужно збільшує швидкість пересування, дозволяє вище забиратись та пролазити в низькі проходи. Це дозволяє стратегічно знешкодити ворога, а не битись з ним лоб у лоб. Інша ключова функція називається Zandatsu (яп. 斬奪, «ріж і бери»), яка передбачає «розрізання» і «вилучення» частин енергії, боєприпасів та інших предметів з тіл кіборгів і роботів. Її можна використати у режимі клинка, що допомагає Райдену отримувати енергію. Після місії гравець отримає певну кількість балів, за які можна купувати покращення для обладнання Райдена, та оцінку, яка може бути від найнижчої — «D» до найвищої — «S».
У грі можна бачити ворогів та ящики з предметами скрізь перешкоди, використовуючи візор. Переховуючись в коробці, Райден може легше підкрадатись. Якщо його помітять, то у ворогів включиться режим тривоги і гравця будуть атакувати багато ворогів протягом певного часу. Також йому допомагатиме «Blade Wolf», пушко-подібний UG, який розвідує територію і дані для Райдена.

## Синопсис

### Обстановка та персонажі
Події гри відбуваються у 2018 році, через чотири роки після подій Guns of the Patriots. Патріоти — потужна тіньова організація, яка керувала світовою військовою економікою, була знищена, а приватні військові компанії (ПВК) розкололись на фракції. Зі знищенням контрольованим Патріотам технології наномашин, які використовували для регулювання здібностей солдат, ПВК звернулись до передових технологій кіборгів, створюючи міцних надлюдських солдатів. Гравець керує Райденом (Квінтон Флінн), солдатом з дитинства, який перетворився на кіборга і зараз працює в ПВК «Maverick Security Consulting, Inc.». Райдену допомагають його колеги: російський стрілець Борис Попов (Дж. Б. Блан), військовий радник Кевін Вашингтон (Філ ЛаМарр), комп'ютерний спеціаліст Кортні Коллінз (Карі Валгрен) та експерт з кібернетики Вільгельм «Доктор» Войт (Джим Уорд). З Metal Gear Solid 4 повернулась Санні Еммеріх (Крістіна Пуччеллі), вундеркінд і друг Райдена, який працює в Solis Space & Aeronautics.
ПВК «Desperado Enforcement LLC» виступає головним антагоністом гри, який хоче дестабілізувати мирні країни та зберегти конфлікт, для того, щоб, пожинати економічні вигоди та технологічний процес. Оперативник Desperado ― Семюель Родрігес (Філіп Ентоні-Родрігес), відомий як Джетстрім Сем представляється противником Райдена через розмову на початку гри. Сем входить до команди кіборгів-вбивць «Winds of Destruction» (укр. Вітри Руйнування): Сандаунер (Кріспін Фрімен), фактичний лідер групи, який володіє «Жагою крові» — мачете, який має набір щитів динамічного захисту, з'єднаних з його тілом;; Містраль (Саллі Сафіоті) — єдина жінка в команді, до тіла якої можно додавати декілька рук, що дозволяє їй володіти своїм посохом «L'Etranger», як батіг або алебарду; і Монсун (Джон Кассір), який використовує подвійні саї під назвою «Дистопія», може керувати металевими предметами за допомогою магнетизму та ділити своє тіло на окремі компоненти, зберігаючи контроль над кожною частиною за допомогою магнетизму. LQ-84i, пізніше перейменований на «Blade Wolf» (Майкл Бітті), — це сучасний штучний інтелект (ШІ), розміщений у чотирилапому роботу, який спочатку служить Desperado, але пізніше його було перепрограмовано, щоб допомогти Райдену і Маверіку. Крім того, сенатор від Колорадо та потенційний кандидат у президенти Стівен Армстронг (Аластер Дункан) бере участь у діяльності Desperado. Додатковий учасник «Winds of Destruction»: Хамсін (Беніто Мартінес), з'являється в DLC Blade Wolf, як фінальний бос.
Гра є спінофом, який «не є частиною серії Metal Gear Solid», хоча творець серії Хідео Кодзіма говорив, що це паралельне продовження.

### Історія
Забезпечуючи безпеку прем'єр-міністра неназваної африканської країни Н'Мані, Райден та його команда були атаковані Desperado. Поки Райден відбивається від їх військ, Сандаунер викрадає прем'єр-міністра та пізніше, коли Райден наздоганяє його, страчує Н'Мані перед його очима та тікає забираючись на мотузку з гвинтокрила. У сутичці з Семом, Райден отримує тяжкі поранення, але від смерті його врятував Борис, після чого Родрігес також тікає на гвинтокрилі. Пізніше Доктор зміцнює Райдена потужнішим обладнанням.
Через три тижні, Райден проникає в сепаратиську групу в Абхазії, дізнавшись, що Desperado керує там військовим переворотом. Він планує схопити Андрія Долзаєва, екстреміста, який очолює абхазькі війська, щоб змусити Despeardo відступити. Вони очікували такий хід, тому призначають LQ-84i. шоб зупитини його. Райден перемагає його, але стикається далі з Містраль, командиркою військ Desperado в Абхазії. Після перемоги над нею, Долзаєв чинить самогубство, підірвавшись на баку з нафтою. Маверік доручає Райдену та Blase Wolf-у дослідити об'єкт в Гвадалахарі, Мексика. Там він зустрічає сироту Джорджа, якого привезли до закладу, щоб хірургічно видалити його мозок разом із мізками кількох інших сиріт і відправити їх до Сполучених Штатів. Він дізнається, що Сандаунер інспектував об'єкт у компанії сенатора Стівена Армстронга, створивши альянс між Desperado та World Marshal, іншою ПВК. Вони планують навчити мізки дітей ставати вбивцями за допомогою VR -тренувань і поміщати їх у кібернетичні тіла, щоб створити нових солдатів, подібних до Райдена.  Райден рятує Джорджа та інших сиріт і відводить їх до Доктора.
Поки Доктор відновлює мізки дітей, Райден звертається за допомогою до Solis Space & Aeronautics, щоб вчасно дістатися до Пакистану та зупинити Армстронга. По дорозі, в пустелі, він зустрічає Сема, і вони вступають в останню дуель, з якої Райден виходить переможцем. У Солісі, Санні допомагає Райдену дістатися до авіабази Шабхазабад у Пакистані, де його атакує Metal Gear EXCELSUS, шестипедальний танк, пілотований Армстронгом. Він розкриває, що операція «Tecumseh» була операцією під хибним прапором і його справжній план полягав у тому, щоб звинуватити Desperado у вбистві військовослужбовців Сполучених Штатів на базі, оскільки цього достатньо, щоб схвилювати американський народ. Армстронг із його зв’язками з багатьма ПВК переможе на будь-яких наступних виборах, що дасть йому волю реалізувати своє бачення виживання найпристосованішого суспільства, яке бореться та гине лише за те, у що вони вірять. Райден знищує EXCELSUS, але виявляє, що Армстронг наростив себе наномашинами, які надають йому неймовірної сили та майже повну невразливість, що дозволяє йому зламати однією рукою високочастотний клинок Райдена, але Blase Wolf втручається і дає меч Сема Райдену, який дозволяє йому вбити Армстронга.
В епілозі Маверік отримує схвалення на створення нової кадрової фірми для кіборгів, що дозволяє їм захистити мізки сиріт і потенційно дати їм шанс на краще життя, а Джордж і Blase Wolf їдуть жити в Соліс разом із Санні. Незважаючи на те, що Desperado переможене, а операція по вилученню мозку припинена, World Marshal залишається в бізнесі і Райден вирішує звільнитись з Маверіка, вирішивши вести власну війну.

## Розробка

Рекламний рендер Metal Gear Solid: Rising

Як Metal Gear Solid: Rising

## Нотатки
1. ↑  Розроблено спільно з Kojima Productions. Nvidia Lightspeed Studios розробляла версію для Nvidia Shield.